# Carl Katter
Carl Robert Katter (sinh ngày 12 tháng 1 năm 1978) là thành viên của Đảng Lao động Úc (ALP) và là ứng cử viên của đảng đó cho ghế Higgins cho cuộc bầu cử liên bang năm 2016.  Carl Katter cũng nổi tiếng là người ủng hộ quyền LGBT.

## Tuổi thơ và giáo dục
Carl Katter sinh ra ở Brisbane, Queensland và ông lớn lên ở phía tây bắc của bang. Cha mẹ ông là nghị sĩ liên bang Bob Katter Sr. và Joy Katter, và ông là thành viên của một gia đình tiên phong được kính trọng ở Queensland. Carl công khai là người đồng tính vào năm 18 tuổi.t Ông lớn lên ở Far North Queensland và trải qua nhiều thái độ tiêu cực của những người trong cộng đồng của ông đối với người đồng tính nữ, đồng tính nam, song tính và chuyển giới (LGBT), kể cả khi bị đánh đập ở Charters Towers, thị trấn nơi ông lớn lên, vì tính dục của ông. Điều này đã để lại một dấu ấn không thể phai mờ trong tính cách của Carl và góp phần giúp ông trở thành một nhà hoạt động. Trong một cuộc phỏng vấn, Carl từng mô tả nỗi sợ hãi của mình là một người đồng giới thu hút giới trẻ ở Bắc Queensland:
"Đã đi khắp thế giới khi trưởng thành và đi dạo trên đường phố của nhiều thành phố quốc tế, tôi chưa bao giờ cảm thấy sợ hãi như khi đi trên đường phố Charters Towers sau khi trời tối... Tôi chắc chắn là một trong những người may mắn;  Tôi ra ngoài và tránh phải dùng đến cuộc sống của chính mình trong những năm khó khăn đó."
Bob Katter Sr, cha của Carl, người đã chết khi Carl 12 tuổi, là thành viên của Quốc hội Úc đại diện cho cử tri liên bang Kennedy. Katter trẻ tuổi bị ảnh hưởng nặng nề bởi chính trị công đoàn và lao động của cha mình, và bởi niềm tin của cha ông về sự bình đẳng cho mọi người thuộc mọi chủng tộc.